# Ӱ̄
Cette page contient des caractères spéciaux ou non latins. S’ils s’affichent mal (▯, ?, etc.), consultez la page d’aide Unicode.
Ou tréma macron (majuscule : Ӱ̄, minuscule : ӱ̄) est une lettre de l’alphabet cyrillique utilisée dans l’écriture de certains dialectes du selkoupe du Sud comme le selkoupe de la Ket moyenne.

## Utilisation
L’ou tréma macron est utilisé dans l’orthographe selkoupe par certains auteurs pour représenter une voyelle fermée antérieure arrondie longue [yː]. Il est notamment utilisé dans le dictionnaire selkoupe-russe de Bykonia, Kouznetsova et Maksimova publié en 2005 ,, par exemple dans ӱ̄дай « eau ».

## Représentations informatiques
L’ou tréma macron peut être représenté avec les caractères Unicode suivants :
- composé (cyrillique, diacritiques) :

| formes    | représentations | chaînes de caractères | points de code | descriptions                                            |
| --------- | --------------- | --------------------- | -------------- | ------------------------------------------------------- |
| capitale  | Ӱ̄               | Ӱ◌̄                    | U+04F0 U+0304  | lettre majuscule cyrillique ou tréma diacritique macron |
| minuscule | ӱ̄               | ӱ◌̄                    | U+04F1 U+0304  | lettre minuscule cyrillique ou tréma diacritique macron |

- décomposé (cyrillique, diacritiques) :

| formes    | représentations | chaînes de caractères | points de code       | descriptions                                                        |
| --------- | --------------- | --------------------- | -------------------- | ------------------------------------------------------------------- |
| capitale  | Ӱ̄               | У◌̈◌̄                   | U+0423 U+0308 U+0304 | lettre majuscule cyrillique ou diacritique tréma diacritique macron |
| minuscule | ӱ̄               | у◌̈◌̄                   | U+0443 U+0308 U+0304 | lettre minuscule cyrillique ou diacritique tréma diacritique macron |